# Riyad Mansour

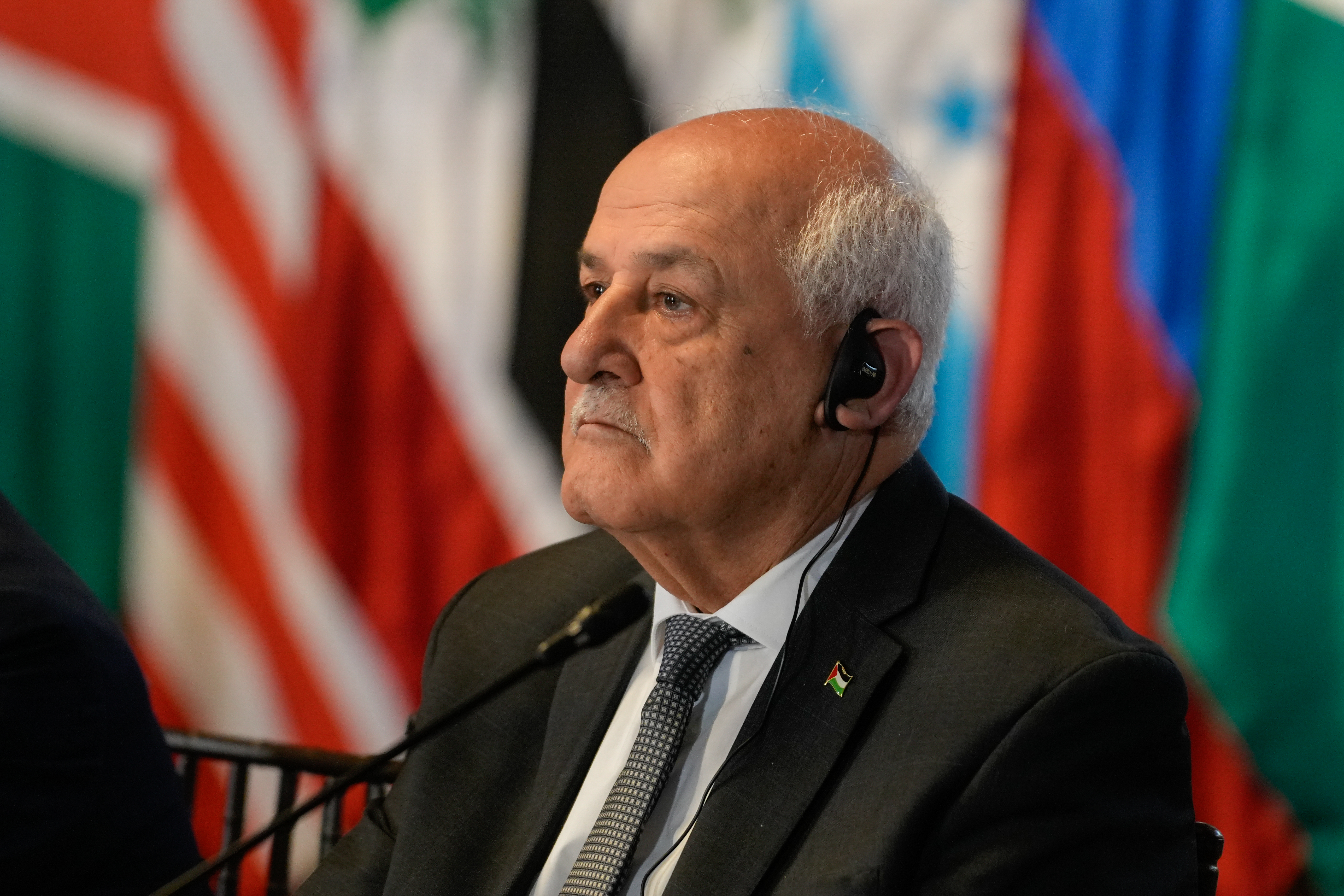
Riyad Mansour (2025)

Riyad H. Mansour (arabisch رياض منصور, DMG Riyāḍ Manṣūr; geboren am 21. Mai 1947 in Ramallah, Mandatsgebiet Palästina) ist ein palästinensisch-amerikanischer Diplomat. Seit dem 17. September 2005 ist er Ständiger Beobachter des Staates Palästina bei den Vereinten Nationen.

## Leben und Ausbildung
Mansours Vater kam in den 1950er Jahren als Flüchtling in die Vereinigten Staaten und wurde Stahlarbeiter in Ohio. Später holte er seine sieben Kinder aus dem Westjordanland nach, darunter Riyad. Die Flüchtlingsfamilie lebte zuvor in Ramallah im besetzten Westjordanland. Mansour hat einen Bachelor of Arts in Philosophie und einen Master of Science in Erziehungsberatung von der Youngstown State University und einen Doktortitel in Beratung von der University of Akron. Im Jahr 2002 war Mansour als außerordentlicher Professor im Fachbereich Politikwissenschaften an der University of Central Florida tätig.

## Ständiger Beobachter Palästinas bei den Vereinten Nationen
Bevor Mansour zum Ständigen Beobachter ernannt wurde, war er von 1983 bis 1994 stellvertretender Ständiger Beobachter Palästinas bei den Vereinten Nationen. Im Jahr 2005 ernannte ihn der Präsident der Palästinensischen Autonomiebehörde Mahmud Abbas zum Nachfolger von Nasser al-Qudwa als Ständiger Beobachter für Palästina bei den Vereinten Nationen. Unter Mansour wurde die Ständige Beobachtermission Palästinas bei den Vereinten Nationen am 29. November 2012 von einer „Einrichtung“ in einen „Nichtmitgliedstaat mit Beobachterstatus“ umgewandelt.
Am 17. Juli 2024 erklärte Mansour vor dem Sicherheitsrat der Vereinten Nationen: „Was in Gaza geschieht, wird als der am besten dokumentierte Völkermord in die Geschichte eingehen.“